# Hugues Salel
Hugues Salel (Cazals, 1504 - Chartres, 1553) fue un poeta del Renacimiento francés.
Tras estudiar en Cahors y en Toulouse, llega a ser valet de chambre de Francisco I y uno de los grands maitres d'hôtel de este rey. Olivier de Magny también se cita, en una de sus épitres ("epístolas"), con los títulos de conseiller y aumônier de la reina. Recibió el beneficio eclesiástico de la abadía de los canónigos agustinos de Saint-Chéron, en Chartres, donde muere.
Fue defensor de Rabelais.
Se le considera un poeta "marótico" (por Clément Marot), que también compone epístolas y epigramas, como por ejemplo, un Blason de l’Anneau y un Blason de l’Épingle.
Su mayor fama se la dio la traducción (en decasílabos) de la Ilíada de Homero, que realizó a petición de Francisco I. Para ello se pudo servir de la traducción latina de Lorenzo Valla. Esta traducción fue precedida de una "Epístola de la Dama Poesía al rey cristianísmo de Francia Francisco, primero de ese nombre" (Epistre de Dame Poesie, au Tres-chrestien Roy de France François, le premier de ce nom). Pero Salel no terminó la obra, deteniéndose en el libro XI. Hubo que esperar a 1577 para que apareciese la traducción integral de Homero, en una edición en la que el trabajo de Salel fue continuado por Amadis Jamyn, el secretario de Joachim du Bellay.

## Obra
- Les dix premiers livres de l'Iliade d'Homère, prince des poètes, traduictz en vers françois par  M. Hugues Salel, Paris, Vincent Sertenas, 1545. In-fol, 352 p. Texte en ligne
- Les XXIIII livres de l'Iliade d'Homère, prince des Poëtes Grecs. Traduicts du Grec en vers françois, les XI premiers par M. Hugues Salel (...) et les XIII derniers par Amadis Jamyn (...) ; tous les XXIIII reveuz & corrigez par ledit Am. Jamyn, avec le premier & second de l'Odyssée d'Homère, par Jaques Peletier (...)., Paris, Lucas Breyer, 1580. 3 parties et 2 tomes reliés en un vol in-12, 412 p., 32 f.
- Œuvres complètes, Slatkine reprints, Genève, 1969